# Evangelický kostel (Česká Lípa)
Evangelický kostel v České Lípě byl postaven v roce 1927 pro německou evangelickou církev. Po roce 1945 je i s přilehlou farou užíván českolipskou náboženskou obcí Církve československé husitské.

## Historie
Kostel byl postaven v roce 1927 podle projektu českolipského architekta Richarda Brosche pro Evangelickou církev augsburského vyznání. Dokončovací práce trvaly ještě rok. Po skončení druhé světové války byli Němci odsunuti a budovu převzala Církev československá husitská. V letech 1947 – 1951 kostel využíval také Farní sbor ČCE (evangelická církev). Poté získal svou vlastní modlitebnu v Chelčického ulici na druhém břehu Ploučnice.
Dnes je uživatelem je Náboženská obec Církve československé husitské v České Lípě, uvádějící adresu Roháče z Dubé 496/16, 47001 Česká Lípa 1. Tato obec je začleněna do Královéhradecké diecéze a jeho Libereckého vikariátu. Místním duchovním byla administrující farářka Mgr. Eliška Raymanová.(farářka v Novém Boru a Mimoni). Od měsíce září 2014 bývaly bohoslužby každou neděli v 10:30 hod. Momentálně je farářkou Mgr. Marie Truncová a pastoračního asistenta provádí Mgr. Petr Trunec. Bohoslužby jsou každou neděli od 10:00.
Kostel byl zapojen do Dnů evropského dědictví.

## Umístění

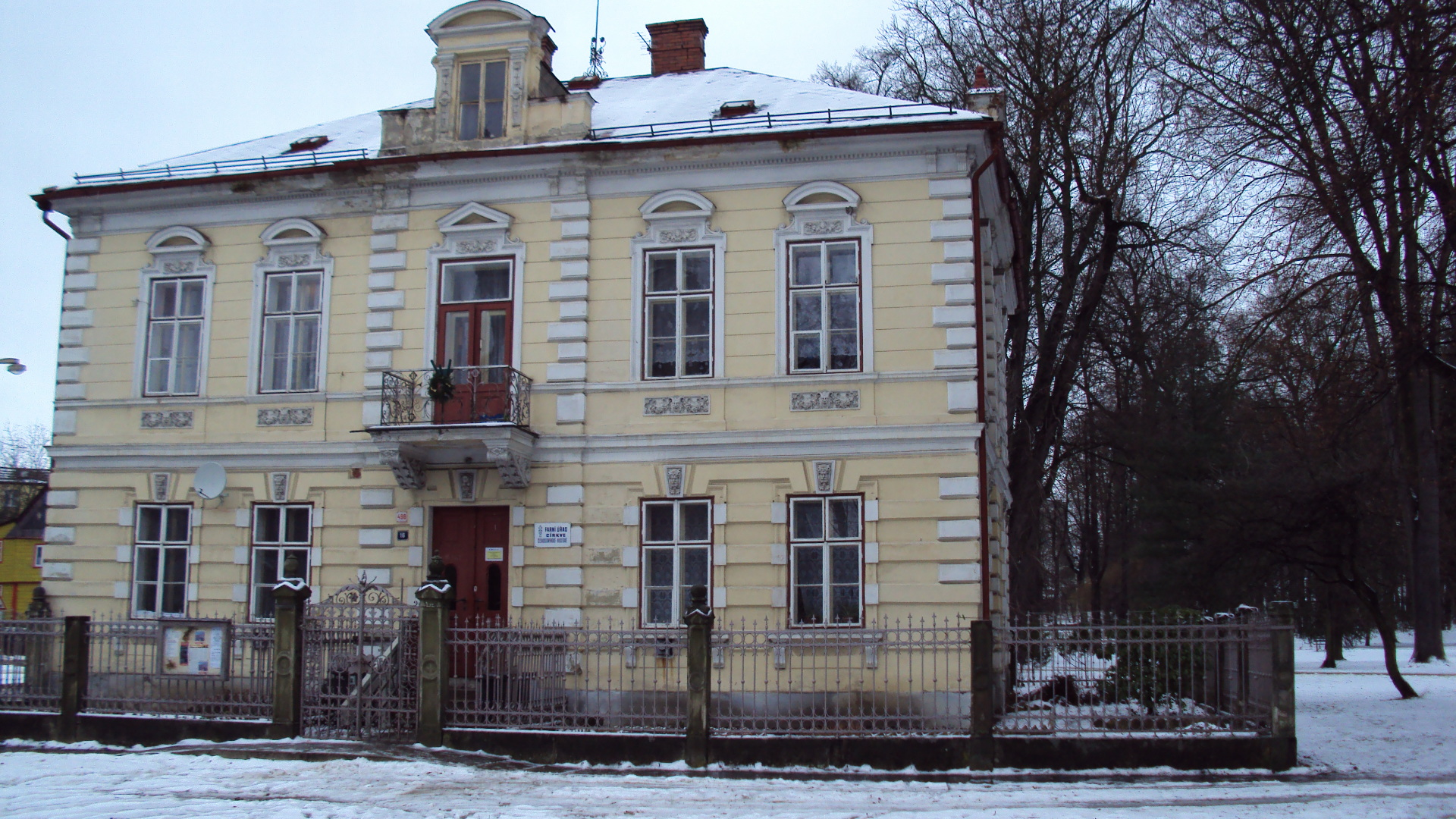
Fara u kostela

Kostel se nachází na západním okraji českolipského Městského parku, při ulici Roháče z Dubé, proti starému židovskému hřbitovu a areálu Střelnice. Poblíž kostela je budova fary z roku 1882.